# تواضع (عبرية)

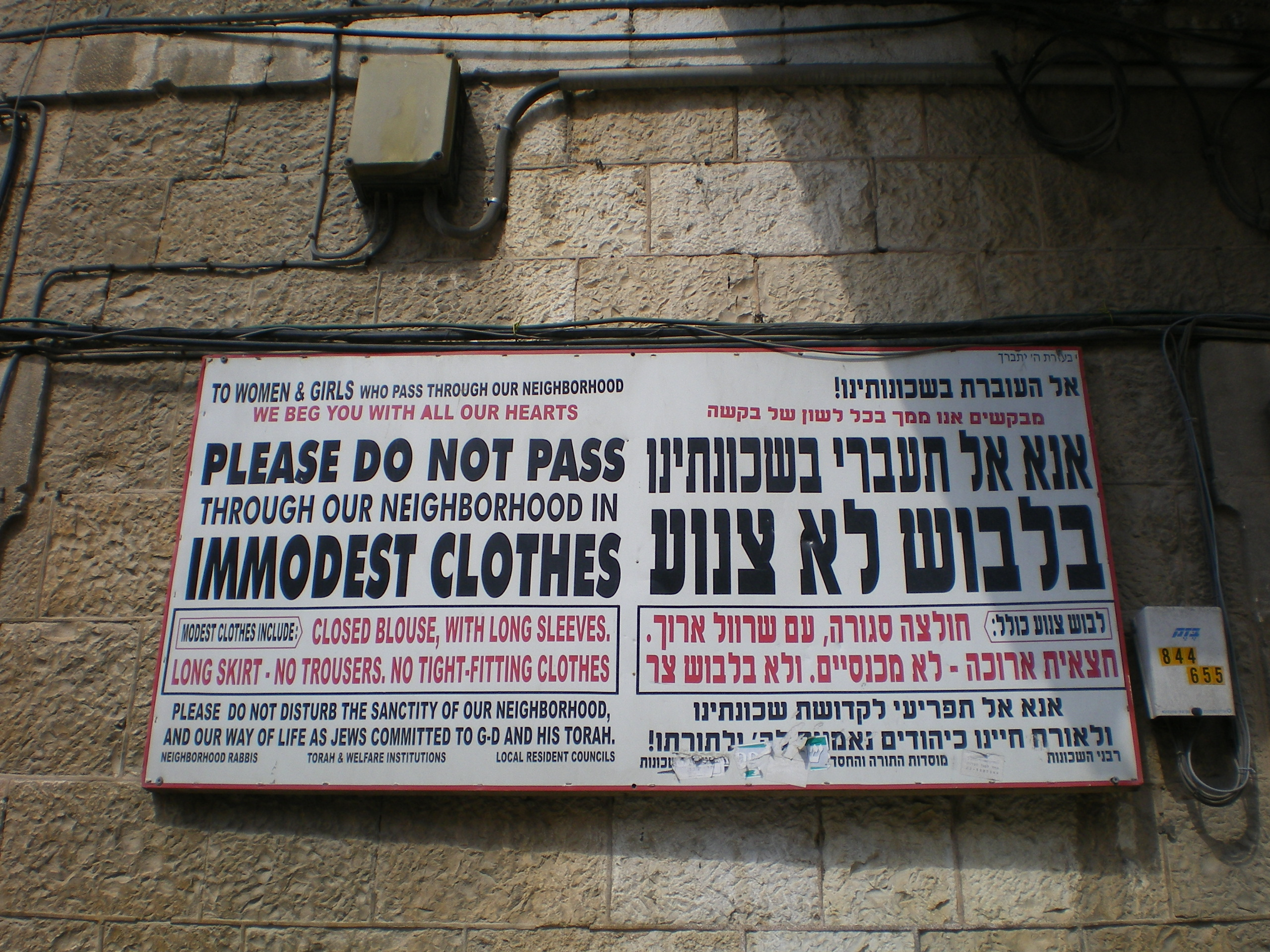

التواضع (بالعبرية: צניעות) يصف كل سمة شخصية من التواضع وحسن التقدير، فضلًا عن مجموعة من القوانين اليهودية المتعلقة بالسلوك. في العصر الحديث، أصبح هذا المصطلح أكثر استخدامًا فيما يتعلق بقواعد اللباس للمرأة في اليهودية، هذا المفهوم هو الأكثر أهمية في اليهودية الأرثوذكسية.

## وصف
يضم مصطلع التواضع مجموعة من القوانين اليهودية التي تهتم بالحياء في اللباس والسلوك، في التلمود البابلي يفسر الحاخام إيلعازار بار تصادوك الأمر في ميخا 8:6 «إذهب بتكتم مع إلهك» على أنه يشير إلى التكتم في الجنازات وحفلات الزفاف، ثم يوسع التلمود تفسيره «إذا كان في الأمور التي تُجرى عمومًا في الأماكن العامة مثل الجنازات وحفلات الزفاف، أوعزتنا التوراة أن نتصرف بحذر وهي الأمور التي يجب بحكم طبيعتها أن تتم بتكتم، مثل تقديم الصدقة لشخص فقير، فعلى المرء أن يحرص على القيام بها في تكتم دون دعاية وضجة».
في البعد القانوني للليهودية الأرثوذكسية تتم مناقشة قضية «تزنيوت» بمصطلحات أكثر: مقدار الجلد الذي يمكن أن يكشفه الشخص، وما إلى ذلك. تؤكد هذه التفاصيل على مفهوم التواضع باعتباره مدونة سلوك إيجابية، والذي يتم تطبيقه عمليًا على النساء أكثر من الرجال.

## تطبيقات عملية

### الفستان
تدل النقطة الإرشادية الرئيسية للتواضع فيما يتعلق بالملابس هي أن اليهودي سواء المرأة أو الرجل لا يجب أن يلبس بطريقة تجذب الإنتباه غير الضروري، هناك العديد من التفسيرات المختلفة في ما تعنيه التواضع لذلك يرتدي الناس من مجتمعات مختلفة ملابس مختلفة.
تتطلب اليهودية الأرثودكسية من الرجال والنساء تغطية أجسادهم بشكل كبير، وفقًا للعديد من الاراء يتضمن ذلك تغطية المرفقين والركبتين.
في المجتمعات الحريدية، يرتدي الرجال سراويل طويلة وقمصان بأكمام طويلة، المعظم لن يرتدي أكمام قصيرة على الإطلاق، وأيضًا في الحريدي الأشكنازي لا تُشجع إرتداء الصنادل بدون جوارب داخل الكنيس وخارجه، بينما تميل مجتمعات حريدي سفاردي إلى قبول الصنادل على الأقل خارج الكنيس.
ترتدي النساء الحريدي البلوزات التي تغطي الكوع والترقوة، والتنانير التي تغطي الركبتين أثناء الوقوف والجلوس، يختلف طول الأكمام والتنورة المثاليين حسب المجتمع، تحاول بعض النساء عدم اتباع الموضة، بينما يرتدي البعض الأخر ملابس عصرية ولكن متواضعة. تتجنب النساء الحريدي التنانير ذات الشقوق، ويفضلن بدلاً من ذلك طيات الركل، كما أنهم يتجنبون الألوان الجذابة بشكل مفرط، وخاصة اللون الأحمر الفاتح، وكذلك الملابس الضيقة. يرتدي الكثير منهم فقط الأحذية ذات الأصابع المغلقة، ودائمًا ما يرتدون الجوارب التي يختلف سمكها حسب المجتمع.
عادةً ما تلتزم النساء بالتواضع واللباس بطريقة محتشمة (مقارنة بالمجتمع العام) لكن تعريفهن المجتمعي لا يشمل بالضرورة تغطية المرفقين أو الترقوة أو الركبتين، وقد يُسمح يإرتداء السراويل على الرغم من أن بعض النساء الأرثوذكس المعاصرات يرتدين.
غالبًا ما لا يمكن تمييز ملابس الرجال الأرثوذكسية الحديثة عن أقرانهم غير الأرثوذكس، بإستثناء إرتداءهم لقلنسوة، قد يرتدون قمصانًا بأكمام قصيرة وحتى شورتات، عادة ما يتم قبول الصنادل بدون جوارب، على الرغم من عدم إرتداؤها في الكنيس.
تشجع اليهودية المحافظة رسميًا على إرتداء الملابس المحتشمة، في حين أن الملابس اليومية غالبًا ما تعكس ببساطة المجتمع العام، إلا أن العديد من المعابد اليهودية تتوقع لباسًا أكثر تواضعًا إلى حد ما (على الرغم من أنه ليس بالضرورة صارمًا كما هو الحال في اليهودية الأرثوذكسية) لحضور الكنيس، وقد يكون لها متطلبات خاصة بالملابس لتلقي تكريم الكنيس (مثل دعوتهم لقراءة التوراة).
الإصلاح اليهودي ليس له متطلبات اللباس الديني.
أسلوب اللباس ينطوي على اعتبارات ثقافية تختلف عن المتطلبات الدينية، قد يلتزم أعضاء المعابد اليهودية المحافظة والإصلاح بقواعد اللباس التي تتراوح عمومًا من الأعمال الرسمية إلى غير الرسمية، هناك العديد من المعابد الأرثوذكسية (خاصة في إسرائيل) حيث يكون اللباس مع تلبية متطلبات الحياء الديني غير رسمي إلى حد ما، لدى العديد من مجتمعات الحريدية والحسيدية عادات وأنماط ملابس خاصة تعمل على تحديد هوية أفراد مجتمعاتهم، ولكن يعتبرون هذه السمات الخاصة من الملابس عادات مجتمعاتهم، بدلاً من اعتبارها متطلبات دينية عامة متوقعة من جميع اليهود المتدينين.
تشمل الإعتبارات الثقافية الأخرى زيادة استخدام الملابس المحتشمة كعمل من أعمال تمكين المرأة وتحقيق الذات، لا يرتبط مباشرة بالإلتزام الديني.

### تغطية الشعر
يشترط القانون اليهودي الذي يحكم التواضع على النساء المتزوجات تغطية شعورهن، وفقًا للتملود هذا مطلب كتابي، والذي يُسمى في هذا السياق دات موشيه (شريعة موسى)، أكثر أغطية الشعر شيوعًا في المجتمع الحريدي هي شيتيل (شعر مستعار)، سنود، ومتباشات (بالعبرية: منديل، باليشيدية: تيشيل) وكذلك القبعات.
ممارسة تغطية الشعر بالشعر المستعار موضع نقاش بين السلطات الشلاكية، العديد من السلطات بما في ذلك الحاخام موشيه فينشتاين سمحت بذلك، وشجعها لوبافيتشر ريبي بنشاط، في حين أن العديد من السلطات الأخرى وخاصة الحاخامات السفارديين تمنع ذلك.
عادة ما تستخدم النساء اليهوديات الأرثوذكس الحديث القبعات أو قبعات البيسبول أو العصابات أو الأوشحة المربوطة بعدد من الطرق لتحقيق الهدف، إعتمادًا على كيفية إرتدائهم لباس غير رسمي، تقوم بعض النساء الأرثوذكس الحديثات بتغطية شعرهن بالشعر المستعار، أصبح نمط نصف شعر مستعار يُعرف باسم «السقوط» شائعًا بشكل متزايد في بعض شرائح المجتمعات الحديثة والحريدية الأرثوذكسية، يتم ارتداؤه مع قبعة أو عصابة رأس.
في اليمن كانت الفتيات غير المتزوجات يغطين شعرهن أيضًا مثل المسلمين هناك، مع ذلك، بعد هجرة اليهود اليمنيين إلى إسرائيل وأماكن أخرى، تم التخلي عن هذه العادة، في حين أشاد ريبي أهارون روث، مؤسس شومر إيمونيم، بهذه العادة. لم يمارس أي مجتمع أشكنازي (بما في ذلك الدوائر الأكثر تشددًا من الحريديم) مثل هذه العادة على الإطلاق.
لا تتطلب اليهودية المحافظة والإصلاحية عمومًا من النساء إرتداء أغطية الرأس، قد تطلب بعض المعابد اليهودية التقليدية المحافظة أن تغطي النساء المتزوجات رؤوسهن أثناء الخدمات، ومع ذلك تشير بعض المعابد اليهودية الأكثر تحرراً إلى أن النساء المتزوجات أو غير المتزوجات يرتدين أغطية للرأس مماثلة لتلك التي يرتديها الرجال (الكيباه - اليرمولك) أو يطلبه فقط للنساء اللائي يحصلن على مرتبة الشرف أو الخدمات الرائدة من البيما ليس للتواضع ولكن كبادرة نسوية للمساواة. تتطلب جميع المعابد اليهودية تقريبًا من الرجال إرتداء غطاء للرأس، ولكن في المعابد اليهودية الإصلاحية ليس هناك شرط ومع ذلك يمكن تقديم الكيبوت لأي شخص يرغب بإرتدائها.

### صوت الغناء الأنثوي

#### اليهودية الأرثوذكسية
في اليهودية الأرثوذكسية لا يُسمح للرجال عمومًا بسماع النساء تُغني، وهو حظر يُسمى كُل اشا (حرفيًا: صوت المرأة). يصنف التملود هذا على أنه ارفاه (حرفيًا: العُري) وكان رأي الأغلبية في المراجع الشرعية، أن هذا النهي يسري في جميع الأوقات، ويمنع الرجل من الصلاة أو دراسة التوراة في حضور المرأة التي تُغني، على غرار المحظورات الأخرى المصنفة على أنها ارفاه. هناك رأي أقلية يرى أن تحريم الصلاة أو الدراسة في حظر كُل اشا لا ينطبق إلا عند تلاوة صلاة شيما إسرائيل.
هناك جدل بين بوسكيم حول ما إذا كان المنع ينطبق على صوت أنثوي مسجل، حيث لا يمكن رؤية المغنية ولا تعرف المرأة للرجل الذي يستمع لها، وحيث لم يراها من قبل.
هناك أيضًا أراء تتبع سامسون رافائيل هيرش وأزرييل هيلدسهايمر، والتي تستثني الغناء في مجموعات مختلطة من هذا الحظرمثل صلاة الكنيس أو زيميروت على مائدة العشاء، إستنادًا إلى فكرة أن الصوت الأنثوي لا يُسمع بوضوح على أنه منفصل من الجماعة في هذه الحالات.
يحيئيل يعقوب واينبرغ والحاخام ديفيد بيجمان من مدرسة يشيفات معالي جلبوع يرون أن حظر كُل اشا لا ينطبق على النساء اللاتي يغنين زيميروت، وأغاني الأطفال، ورثاء الموتى لأنه في هذه السياقات الرجال يفعلون ذلك، لا تستمد اللذة الجنسية من صوت المرأة.

#### طوائف أخرى
تفسر اليهودية المحافظة المقطع ذي الصلة من التلمود على أنه تعبير عن رأي الحاخام، بدلاً من فرض شرط.
أعادت اليهودية الإصلاحية التفكير بشكل أساسي في وضع المرأة داخل اليهودية في سلسلة من المجامع الكنسية من عام 1837 فصاعدًا في كل من أوروبا والولايات المتحدة، وألغت رسميًا معظم الفروق بين الرجال والنساء في الاحتفال بالحياة اليهودية، لا سيما فيما يتعلق باللباس والمشاركة العامة. لم يعد يعتبر هذا القانون قابلاً للتطبيق في العصر الحديث.

### اللمس
في اليهودية الأرثوذكسية لا يُسمح عمومًا للرجال والنساء غير المتزوجين وغير المرتبطين ارتباطًا وثيقًا بلمس بعضهم البعض، يُقال أن الشخص الذي يمتنع عن لمس الجنس الأخر هو شومر نيجيه، يُحظر اللمس إلا بطريقة حنون.
تنقسم الأراء حول المصافحة السريعة في بيئة الأعمال، تسمح بعض السلطات (معظمها من الخلفية الأرثوذكسية الحديثة) بذلك، بينما يحظرها أشخاص آخرون (جميعهم تقريبًا من الحريدية، والعديد من اليهود الأرثوذكس الأخرين)، ومع ذلك يمكن للمرء أن يمس أقاربًا معينين (الآباء، والأطفال، والأجداد، والأحفاد) الذين يُفترض أنه لا ينجذب إليهم جنسيًا.
بغض النظر ما إذا كان يتم تضمين الأطفال الذين تم تبنيهم في سن مبكرة في هذا الحظر أم لا، فهذه مسألة نزاع وقرار يتعلق بكل حالة على حدة. اليهودية المحافظة والإصلاحية لا تتبع هذه القوانين.

### تحريم الإختلاء
في اليهودية الأرثوذكسية، لا يُسمح للرجال والنساء غير المتزوجين من بعضهم البعض وليسوا أقرباء دم مباشرين بالدخول في حالة منعزلة (وتعرف بالعبرية بـאיסור ייחוד) في غرفة أو في منطقة خاصة. يتم اتخاذ هذا الإجراء لمنع إمكانية العلاقات الجنسية، وهو أمر محظور خارج الزواج. ووفقًا لبعض السلطات، فإن هذا ينطبق حتى بين الآباء بالتبني والأطفال بالتبني فوق سن الرشد، بينما يكون البعض الآخر أكثر تساهلاً مع الأطفال المتبنين منذ سن مبكرة.
لا تكون العزلة من مجرد التواجد في غرفة معًا على إنفراد فقط إذا كان الموقف خاصًا، مع عدم توقع دخول أي شخص آخر، في الأصل كان هذا الحظر ينطبق فقط على النساء المتزوجات المنعزلات مع رجال غير أزواجهن، ولكن تم توسيعه ليشمل النساء غير المتزوجات، وبحسب التلمود حدث هذا التمديد في زمن الملك داود عندما اغتصب ابنه أمنون ثامار أخت أبشالوم. تختلف الأراء حول موضوع المصاعد البعض يسمح بـالعزلة في المصعد لمدة لا تزيد عن 30 ثانية، بينما يحظرها البعض الآخر في جميع الظروف، ويرجع ذلك جزئيًا إلى إحتمال توقف المصعد. قوانين العزلة معقدة ومفصلة، وخاصة بالنسبة للنساء في السياق الحديث. اليهودية المحافظة والإصلاحية لا تعتبر هذه القوانين قابلة للتطبيق.

### خدمات الكنيس
في اليهودية الأرثوذكسية لا يُسمح للرجال والنساء بالإختلاط أثناء الصلاة، وتشمل المعابد الأرثوذكسية عمومًا حاجزًا يسمى ميتشيتزا، مما يؤدي إلى إنشاء أقسام منفصلة للرجال والنساء، تأتي هذه الفكرة من الممارسة اليهودية القديمة في زمن الهيكل في القدس عندما كانت هناك شرفة للنساء في عزرة ناشم للفصل بين المتفرجين والمتفرجات في إحتفالات عيد العرش الخاصة. هناك أيضًا نبوءة في زكريا (زكريا 12:12) تتحدث عن حداد الرجال والنساء بشكل منفصل. أخذ التلمود هذا الحساب وإستنتج أنه إذا كان يجب فصل الرجال عن النساء في أوقات الحداد، فمن المؤكد أنه يجب فصلهم في أوقات السعادة.
على الرغم من أن العديد من المعابد اليهودية في الماضي كانت تحتوي على شرفات للنساء أو مقاعد منفصلة، إلا أن معظمها إنتقلت إلى «مقاعد عائلية» (مقاعد مختلطة) في الستينيات. اليوم تركز حركة المحافظين بشدة على المساواة، بحيث يكون للرجال والنساء أدوار متساوية في خدمة الصلاة. ومع ذلك لا تزال الخدمات غير المتساوية، والمقاعد المنفصلة، واستخدام الميكيتزا تعتبر خيارات صالحة للتجمعات المحافظة.

### الرقص
اليهود الأرثوذكس لا يشاركون في الرقص المختلط، حيث يُعتبر هذا أيضًا غير محتشم.
في عام 2013 حكمت المحكمة الحاخامية للطائفة الأشنكازية في مدينة بيتار عيليت الحريدية ضد دروس الزومبا (نوع من لياقة الرقص) على الرغم من أنها عُقدت مع معلمة ومشاركة جميع الإناث، وقالت المحكمة جزئيًا: «نشاط الزومبا من حيث الشكل والأسلوب يتعارض تمامًا مع طرق التوراة وقداسة إسرائيل وكذلك الأغاني المرتبطة به».

### مراعاة القوانين والتشريعات الدينية
هناك عدة مستويات لمراعاة الحياء الجسدي والشخصي وفقًا لليهودية الأرثوذكسية كما هو مستمد من مصادر مختلفة. يختلف إحترام هذه القواعد من طموح إلى إلزامي وروتيني عبر طيف التقييد الأرثوذكسي والإلتزام.
- لا تسكن في الأفكار الفاسقة.
- تجنب التحديق في الأفراد من الجنس الأخر والإمتناع عن لمسه.
- لبس ملابس محترمة في كل الأوقات.
- تجنب صحبة الأفراد الفاسدين أو المواقف التي يسودها جو من الفساد.
- تجنب النظر إلى الصور أو المشاهد التي من المحتمل أن تكون مثيرة جنسيًا.
- عدم النظر إلى الحيوانات التي تتزاوج.
- عدم معانقة الزوج أو تقبيله في الأماكن العامة، بين الحريدي يتم تجنب أي اتصال جسدي بين الزوجين في الأماكن العامة.